# Свободин, Григорий Семёнович
Григорий Семёнович Свободин (1882—1971) — русский советский театральный актёр и режиссёр, драматург. В 1922—1935 годах — организатор передвижных колхозных театров на Украине, позднее работал в Ярославском театре драмы имени Ф. Г. Волкова. Заслуженный артист Украинской ССР (1932).

## Биография
Настоящая фамилия — Перемышлев. Родился 4 (15), по другому источнику 5 (17) ноября 1882 года в селе Днепровка, ныне Вольнянского района Запорожской области, в крестьянской семье. В 1890 году вместе с родителями переехал в Севастополь, где впервые посетил театр. Окончил городское училище в Евпатории.
В 1901 году начал выступать в труппе Севастопольского артистического общества. В следующем году перешёл в труппу Севастопольского городского театра. С первой же роли — Робачев в «Светит, да не греет» А. Н. Островского — взял псевдоним Свободин. В 1903—1904 годах гастролировал с коллективом П. Н. Орленева. Участник Севастопольского восстания 1905 года, после подавления которого уехал в Норвегию.
Вернулся в Россию осенью 1906 года. Гастролировал по городам на Волге и Днепре с Петербургским передвижным театром П. П. Гайдебурова. Затем ездил с актрисой В. Ф. Комиссаржевской, знакомясь с её методами. С 1908 года работал в Новом драматическом театре. Участник Первой мировой войны. В годы Гражданской войны работал режиссёром и актёром в театрах в Шуе и Ардатове. Член Коммунистической партии с 1918 года.
В 1922 году направлен на организацию городского театра в Луганске, где познакомился с будущей женой — актрисой, впоследствии Народной артисткой РСФСР, А. Д. Чудиновой. Собранным коллективом был организован передвижной театр «Шахтёрка Донбасса», ставший в 1935 году стационарным, оставшись в Николаеве. В 1920-е годы Свободиным были организованы ещё четыре передвижных колхозных театра — в Виннице, Мелитополе, Кременчуге и Могилёве-Подольском. В Виннице он также создал музыкальное училище, в котором преподавал технику речи. Заслуженный артист Украинской ССР (1932).
С 1935 года до самой смерти Свободин являлся ведущим актёром, а затем режиссёром Ярославского театра драмы имени Ф. Г. Волкова, в котором сыграл более 500 ролей, поставил ряд пьес, три пьесы написал сам. Награждён двумя орденами «Знак Почёта» (в т.ч. 11 июля 1950).
Умер 31 августа 1971 года в Ярославле. Похоронен на Воинском мемориальном кладбище Ярославля.

## Работы
Роли в Ярославском театре: Осип и Земляника («Ревизор» Н. В. Гоголя), Фамусов («Горе от ума» А. С. Грибоедова), Чебутыкин («Три сестры» А. П. Чехова), Сорин («Чайка» А. П. Чехова), Градобоев («Горячее сердце» А. Н. Островского), Прибытков («Последняя жертва» А. Н. Островского), Юсов («Доходное место» А. Н. Островского), Медведев («На дне» М. Горького), Лисогонов («Сомов» М. Горького), Иван Коломийцев и доктор Макаров («Варвары» М. Горького), Горностаев и Швандя («Любовь Яровая» К. А. Тренева), Макар Дубрава («Макар Дубрава» А. Е. Корнейчука), Таланов («Нашествие» Л. М. Леонова), Окаемов («Машенька» А. М. Афиногенова), Шульга («Молодая гвардия» А. А. Фадеева), Протасов («Живой труп» Л. Н. Толстого), Егор Булычов («Егор Булычов и другие» М. Горького), Григорий Дударь («Диктатура» И. К. Микитенко) и др..
Постановки в Ярославском театре: «Женитьба» Гоголя (1946), «Филумена Мартурано» Э. Де Филиппо (1956), «Выстрел», «Бронепоезд 14-69» В. В. Иванова, «Шторм», «Мятеж», «Штиль», «Огненный мост», «Яблони цветут», «Последняя жертва» А. Н. Островского, «Доходное место» А. Н. Островского, «Идиот» Ф. М. Достоевского, «На дне» М. Горького и др..
Автор пьес: «Окаменелое сердце», «Договор честных», «Классный тракторист».